# Thenay (Loir-et-Cher)
Thenay település Franciaországban, Loir-et-Cher megyében. Lakosainak száma 914 fő (2018. január 1.). Thenay Choussy, Contres, Feings, Fougères-sur-Bièvre, Monthou-sur-Cher, Pontlevoy és Sambin községekkel határos.

## Népesség
A település népessége az elmúlt években az alábbi módon változott:
| Lakosok száma | 903  | 851  | 773  | 803  | 851  | 845  | 847  | 897  | 881  | 914  |
|               | 1968 | 1975 | 1982 | 1999 | 2006 | 2011 | 2013 | 2016 | 2017 | 2018 |